# Perth Canyon
Perth Canyon is een onderzeese canyon aan de rand van het continentaal plat voor de kust van Fremantle, West-Australië, ongeveer 22 km ten westen van Rottnesteiland.
Hij is vermoedelijk ontstaan nog voor het tertiair door erosie door de Swan River toen dit gebied nog boven de zeespiegel lag. De canyon strekt zich uit over 2900 km², is gemiddeld 1,5 km diep en tot 15 km breed, wat afmetingen zijn vergelijkbaar met de Grand Canyon.
Perth Canyon is een van de voedselgronden voor de Kleine Blauwe Vinvis (Balaenoptera musculus brevicauda).
In juni 2006 werd nabij de canyon een reusachtige draaikolk waargenomen, met een diameter van 200 km en een diepte van 1 km.